# El tiempo de la felicidad
El tiempo de la felicidad és una pel·lícula espanyola de 1997 dirigida per Manuel Iborra i protagonitzada per Verónica Forqué.

## Argument
Ambientada en els dies en què el món es veia agitat per les veus de Bob Dylan, Janis Joplin o Leonard Cohen, ens presenta l'estiu a Eivissa d'una família els membres de la qual viuen uns dies d'aquests que deixen petjada i suposen per sempre un abans i un després.

## Repartiment
- Verónica Forqué (Julia)
- Antonio Resines (Fernando)
- Pepón Nieto (Cucho)
- María Adánez (Elena)
- Silvia Abascal (Verónica)
- Carlos Fuentes (Juan)
- Liberto Rabal

## Comentarios
El tiempo de la felicidad compta en el seu repartiment amb diversos actors espanyols joves que després es van consagrar en el cinema espanyol. L'edició en DVD va aparèixer a Espanya el gener de 2007.
La casa que es mostra en la pel·lícula és una casa de camp situada a S'Estelella, possessió situada prop de la localitat de S'Estanyol de Migjorn (Llucmajor, Mallorca). Alguns veïns van ser contractats com a extres per a aparèixer en algunes escenes, encara que la majoria d'aquestes no es van incloure en el muntatge final.

## Palmarès cinematogràfic
XII Premis Goya
| Categoria | Persona                                              | Resultat  |
| --------- | ---------------------------------------------------- | --------- |
| Millor so | Daniel Goldstein Ricardo Steinberg Eduardo Fernández | Candidats |

Fotogramas de Plata 1997
| Categoria              | Persona         | Resultat |
| ---------------------- | --------------- | -------- |
| Millor actor de cinema | Antonio Resines | Candidat |